# Lê Bình, Kiềm Đông Nam
Huyện Lê Bình tên cổ là phủ Lê Bình (chữ Hán giản thể: 黎平县, bính âm: Lípíng Xiàn, âm Hán Việt: Lê Bình huyện) là một huyện thuộc Châu tự trị dân tộc Miêu và dân tộc Đồng Kiềm Đông Nam, tỉnh Quý Châu, Cộng hòa Nhân dân Trung Hoa. Huyện này có diện tích 4439 km², dân số năm 2002 là 480.000 người, trong đó người Đồng chiếm khoảng 70%. Lê Bình giáp: 
- Phía đông với các huyện tự trị Tĩnh Châu, Thông Đạo thuộc tỉnh Hồ Nam
- Phía nam với các huyện Tòng Giang cùng trực thuộc châu tự trị Kiềm Đông Nam và huyện tự trị Tam Giang thuộc tỉnh Quảng Tây.
- Phía tây với huyện Dong Giang cùng thuộc Kiềm Đông Nam.
- Phía bắc với các huyện Cẩm Bình và Kiếm Hà cùng thuộc Kiềm Đông Nam.

Mã số bưu chính của huyện Lê Bình là 557300. Chính quyền huyện đóng ở trấn Đức Phượng. 

## Phân chia hành chính
Về mặt hành chính, huyện này được chia thành 8 trấn và 16 hương.
- Các trấn:
  - Đức Phượng (德凤)
  - Cao Truân (高屯)
  - Trung Triều (中潮)
  - Mạnh Ngạn (孟彦)
  - Ngao Thị (敖市)
  - Thủy Khẩu (水口)
  - Hồng Châu (洪州)
  - Thượng Trọng (尚重)
- Các hương:
  - Vĩnh Tòng (永从)
  - Thuận Hóa Dao tộc (顺化瑶族)
  - La Lý (罗里)
  - Mao Cống (茅贡)
  - Cửu Triều (九潮)
  - Bá Trại (坝寨)
  - Nham Động (岩洞)
  - Khẩu Giang (口江)
  - Song Giang (双江)
  - Lôi Động Dao tộc Thủy tộc (雷洞瑶族水族)
  - Triệu Hưng (肇兴)
  - Long Ngạch (龙额)
  - Địa Bình (地坪)
  - Đức Thuận (德顺)
  - Đại Giá (大稼)
  - Đức Hóa (德化)
  - Bình Trại (平寨)